# Monestir d'Ipàtiev
El monestir d'Ipàtiev (rus: Ипатьевский монастырь, Ipàtievski monastir) o monestir de Sant Hipaci està construït sobre la riba del Kostromà, prop de la ciutat de Kostromà. Pertany a la regió de l'Anell d'Or de Rússia, una àrea situada al nord-est de Moscou, fèrtil i rica en monestirs, que va conèixer una excepcional prosperitat econòmica i cultural entre el segle xii i el segle xvii.

## Fundació
El monestir va ser fundat cap a 1330 per un tàrtar convertit, el príncep Txet, ancestre de Borís Godunov i Solomónia Sabúrova.
De 1433 a 1435, el gran duc Basili II, expulsat del tron de Moscou pel seu oncle Iuri IV, va ser relegat a Ipàtiev per governar la veïna ciutat de Kostromà. En aquella època, el monestir, reservat als homes, va ser un important centre d'ensenyament.

## El monestir durant el Període Tumultuós

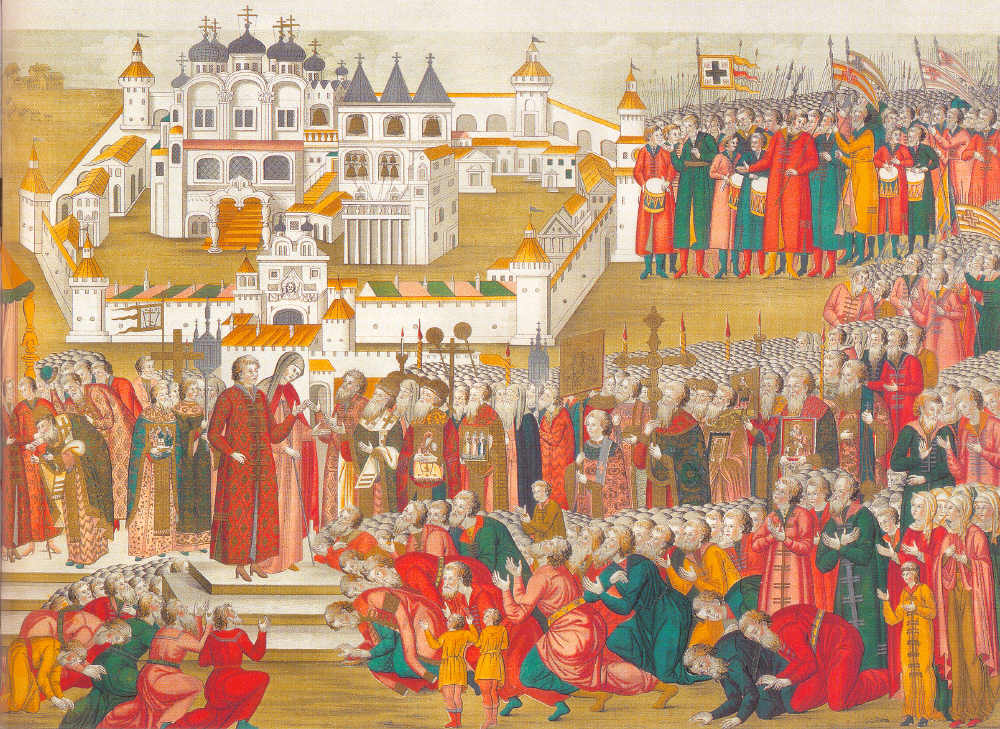
La multitud, reunida davant del monestir d'Ipàtiev, implora a la mare de Mikhaïl Romànov que el deixin partir a Moscou, per convertir-se en tsar (1673)

Durant el Període Tumultuós, el monestir d'Ipàtiev va ser ocupat per Demetri II el Fals a la primavera de 1609. El setembre del mateix any, el monestir fou pres per l'exèrcit de Moscòvia després d'un llarg setge.
El Zemski Sobor designà Mikhaïl Fiódorovitx Romànov, que llavors residia al monestir, com a nou tsar de Rússia amb el nom de Miquel I, el 14 de març de 1613. Segons la llegenda, aquell mateix hivern, un pagès de la rodalia anomenat Ivan Sussanin sacrificà la seva vida per salvar el jove tsar de les tropes de Segimon III Vasa, rei de Polònia, que estava en contra d'aquest nomenament.

## Patrimoni cultural i arquitectònic
Va ser en aquest monestir on Nikolai Karamzín, autor a partir de 1803 de la monumental Història de l'estat rus, va descobrir un conjunt de tres cròniques del segle xiv, entre les quals hi havia la Crònica Primària o el Còdex d'Ipàtiev.
La major part dels edificis del monestir es va construir entre el segle xvi i el segle xvii. La catedral de la Trinitat és cèlebre per les seves sumptuoses pintures interiors. L'entrada principal, propera al riu, va ser construïda per l'arquitecte Konstantín Ton. La casa privada de Mikhaïl Romànov va ser restaurada per ordre d'Alexandre II, però la fidelitat a l'original d'aquesta restauració ha estat qüestionada de manera important.
El monestir va ser clausurat després de la Revolució d'Octubre de 1917, però va ser preservat en gran part com a testimoni històric i arquitectònic. Els soviètics van demolir, però, una de les esglésies del monestir; hi ha el projecte de reconstruir-la i de dedicar-la als sants màrtirs de la família Romànov. Les autoritats han decidit recentment atorgar la possessió del monestir a l'Església Ortodoxa Russa, tot i la forta oposició dels museus nacionals.

## Galeria d'imatges

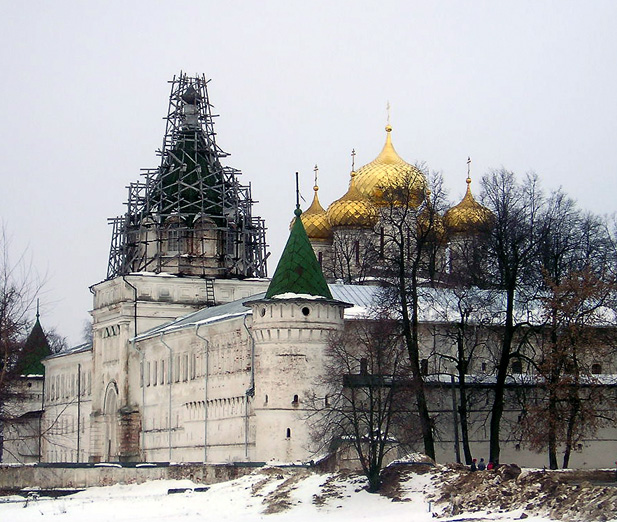
Entrada al monestir
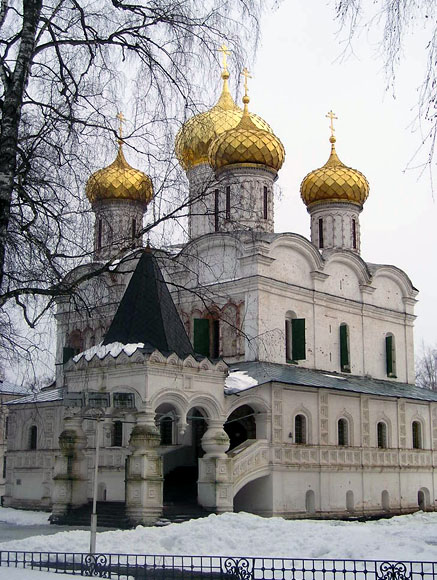
Catedral de la Trinitat (1652)
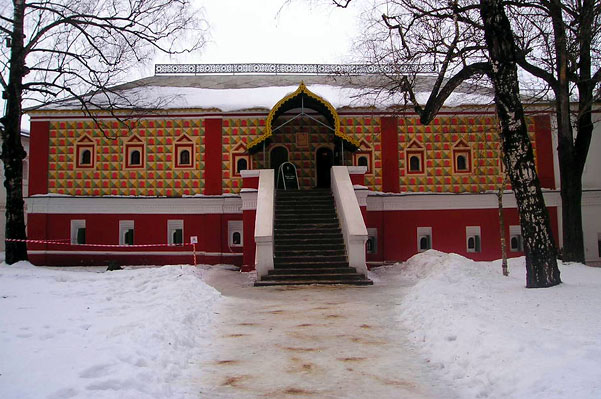
Palau Romànov
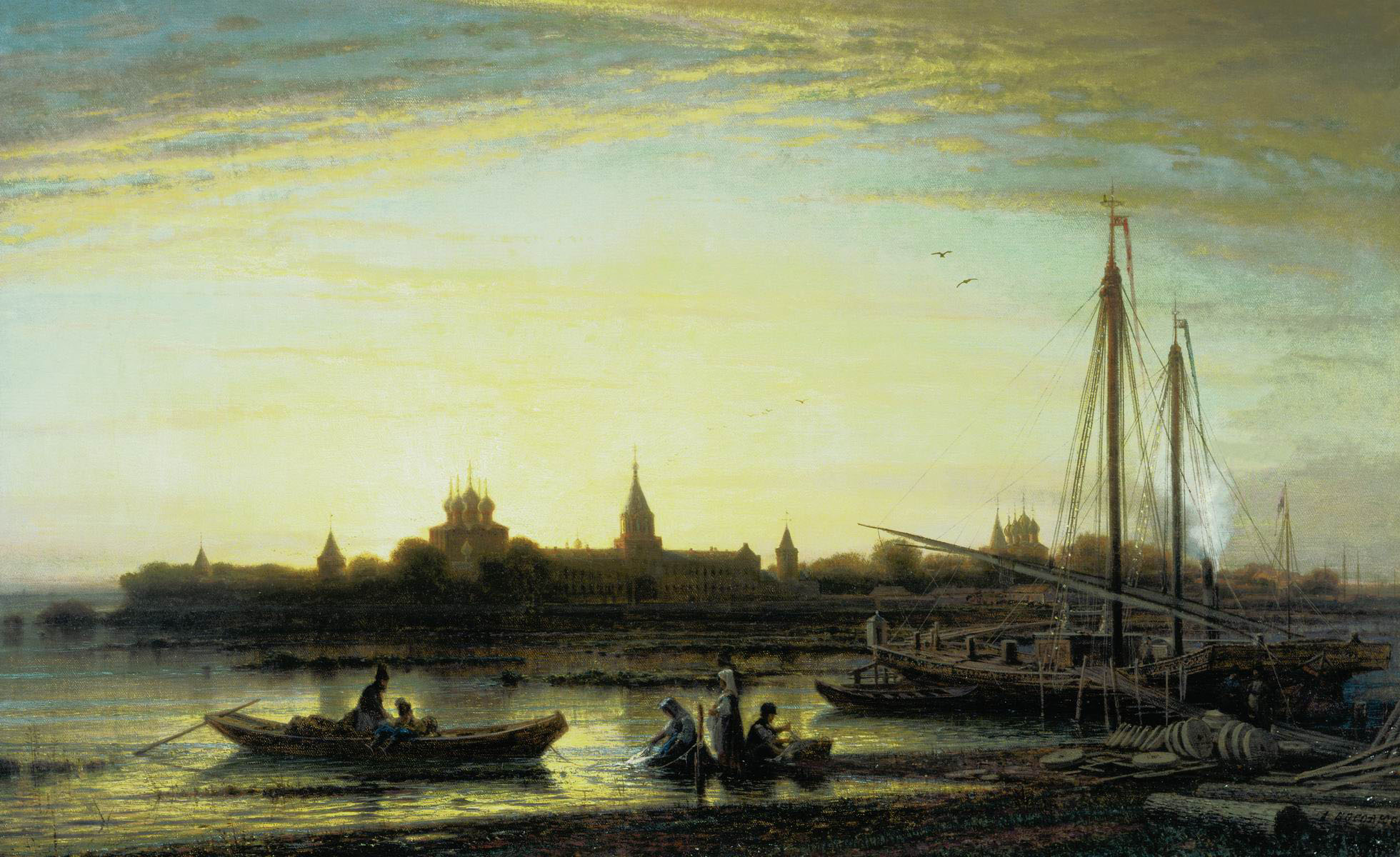
El monestir en una pintura de Bogoliúbov (1861)